# Скалацький Кім Григорович
Кім Григорович Скалацький (нар. 1938) — український художник-реставратор, експерт творів живопису, директор Полтавського художнього музею (1974—1999). 46 років музейного стажу. Збирач і дослідник української ікони, народного малярства, фотографів Полтави.

## Життєвий шлях
- Науковий працівник Музею історії Полтавської битви (1961—1966)
- Завідуючий фондами (1966—1974)
- Директор Полтавського художнього музею (1974—1999)

## Твори

### Книги
- Народне станкове малярство Полтавщини XVIII-XX ст.: каталог виставки 1974 року [Каталог склав голова секції мистецтва, етнографії та писемності Полтав. орг. т-ва охорони пам'ятників К. Г. Скалацький]. — Полтава, Полтавський художній музей, 1972.[1][2][3]
- Полтавський художній музей. Серія “Скарби музеїв України”. — Київ, Мистецтво, 1978.
- Полтавський художній музей. Альбом. Автор-упорядник К. Г. Скалацький. — Київ, Мистецтво, 1982.
- Пошуки. Знахідки. Відкриття. Малярство та іконопис Полтавщини XVIII—XX cт. — Київ, Родовід, Серія:Українське народне малярство", 2004. — 180 сторінок.
- Істина мені дорожча. Вибрані статті. Полтава, АСМІ, 2008.  - 124 с. - ISBN 978-966-7653-72-3
- Козак-бандурист Микола Мамаєнко, або Страшна вертепна драма «Ізбієніє вифлеємських младенців стольного граду Києва в ніч на Різдво нового 7516 року від створення світу». Наукова редакція Аркадія Давидовича. — Полтава, Сімон, MMIX. — 41 с.
- Катерина Білокур. Портрет з натури: етюд-монографія. — Полтава : АСМІ, 2012. — 51 с. : фотогр. — ISBN 978-966-182-217-6
- Художник Володимир Васильович Гнипа. — Полтава : АСМІ, 2007. — 80 с. : кольор. іл., фото. — ISBN 966-7653-49-8
- Ірині: поезія, переклади. - Полтава : АСМІ, 2017. - 203 с. : іл. - ISBN 978-966-182-446-0
- Ностальгія: поезії. - Полтава : АСМІ, 2017. - 87 с. - 200 прим. - ISBN 978-966-182-492-7
- Assunta. Вознесіння: поезії. - Полтава : АСМІ, 2018. - 135 с. - 200 прим. - ISBN 978-966-182-523-8
- Adagio. Вечір: поезії. - Полтава : АСМІ, 2019. - 119 с. - 200 прим. - ISBN 978-966-182-544-3
- До атрибуції "Джоконди" пензля Леонардо да Вінчі д., о., 77х53, інв. 779, Париж, Лувр [монографія]. - Полтава : АСМІ, 2015. - 74, [1] с. : іл. – Частина тексту англ. Дод. тит. арк. італ. - Бібліогр.: с. 74-[75].
- Достовірні повісті: про чудеса з двома святими Миколаями та одною, одержимою Гоголем, полтавською молодицею; про бій турків з хрестоносцями; про фотографів Полтави 1860-80-х рр. та золото Полуботка: [спогади та атрибуції]. - Полтава : АСМІ, 2019. - 59 с. : іл., фот. - ISBN 978-966-182-576-4
- Septer idem. Завжди той же: поезії. - Полтава : АСМІ, 2020. - 103 с. - 100 прим. - ISBN 978-966-182-596-2

### Дослідження
- Полтавські фотографи, ті, хто зупинив мить (фотографи Полтави 1861-1921 рр.) // Автор: Кім Скалацький. Підготував публікацію: Едуард Странадко, foto.ua, 2012-07-23
- Кім Скалацький. Полтавські фотографи, ті, хто зупинив мить (фотографи Полтави 1861-1921 рр.) // Ідея, верстка, сканування та дизайн сторінки Едуард Странадко: www.ukraine-photoart.narod.ru

### Статті
- Кім Скалацький, історик мистецтва - Публікації - Український наїв. XX ст. // Щорічник «Наука і культура», Вип. 22, К. 1988